# Симптом Ровзинга
Симптом Ровзинга — симптом аппендицита.

## Методика
Собранными вместе пальцами левой руки надавливают на переднюю стенку живота, соответственно месту расположения нисходящей ободочной кишки; не отнимая левой руки, пальцами правой надавливают на вышележащий участок нисходящей ободочной кишки; симптом считается положительным, если при надавливании правой рукой возникает или усиливается боль в правой подвздошной области
Назван в честь Нильса Ровсинга (1862—1927), датского хирурга